# Lukačovce
Lukačovce (in ungherese Lukácsi, in tedesco Lukasdorf) è un comune della Slovacchia facente parte del distretto di Humenné, nella regione di Prešov.
Il villaggio è citato per la prima volta nel 1543 (Luka, Lukachoc), quando apparteneva alla Signoria di Humenné. Nel XVII secolo passò ai Csáky che lo detennero per due secoli. Nel XIX secolo passò ai conti Okolicsány e poi ai Mariássy. Nel 1944 le truppe occupanti tedesche vi fucilarono quattro membri della famiglia Guzejov di Košarovce noti partigiani.